# Der letzte Patriarch
Der letzte Patriarch ist ein zweiteiliges Familiendrama von Regisseur Michael Steinke aus dem Jahr 2010, das im Auftrag und für Das Erste produziert wurde. In der Titelrolle agiert Mario Adorf als norddeutscher Marzipanfabrikant Konrad Hansen, dessen Lebenswerk in Gefahr ist. In tragenden Rollen sind Hannelore Elsner, Max Urlacher, Kai Scheve, Ursula Karven, Heio von Stetten, Julia Richter, Anian Zollner und Tina Bordihn besetzt.
Der Sender schrieb zur Erstausstrahlung: „Der aufwendige Zweiteiler erzählt ein bewegendes Familiendrama in Zeiten von Globalisierung und Produktpiraterie. In der Titelrolle, die Mario Adorf auf den Leib geschrieben wurde, spielt der Grandseigneur des deutschen Films einen Charakter mit Ecken und Kanten.“

## Handlung

### Teil 1
Konrad Hansen, der das alteingesessene, 1882 gegründete Familienunternehmen, das Marzipan herstellt, bisher erfolgreich geführt hat, tritt als Firmenchef zurück. Zur Überraschung nicht nur seiner Familie setzt er nicht seinen erstgeborenen Sohn Sven, der sich stets mit voller Kraft für den Betrieb eingesetzt hat, als seinen Nachfolger ein, sondern seinen jüngeren Sohn Lars. Der maßgebliche Grund für diese Entscheidung liegt darin, dass Lars, ein smarter Überflieger, seinen Vater durch seine Expansion der Firma nach China beeindruckt hat. Hansen sieht darin die Zukunftschancen seiner Firma, obgleich ihm auch bewusst ist, dass mit diesem Schritt nicht unerhebliche Risiken verbunden sind. Der Großteil der Familie ist mit der einsamen Entscheidung des Patriarchen nicht einverstanden. Vor allem Hansens Tochter Britta zeigt ihren Unmut. Lars hingegen sagt kein Wort und zieht sich zurück. 
In dieser für Konrad schwierigen Situation sucht er Verständnis bei seiner langjährigen Vertrauten Ruth Buchleitner. Ruth ist Künstlerin und hat sich in die Einsamkeit Ostfrieslands zurückgezogen. Konrad vertraut ihr voll und ganz. Ruth gibt ihm das Buch „Die Kunst des heilenden Denkens“ von Dr. Hu, das er unbedingt lesen soll. Während seines China-Aufenthalts sucht er Dr. Hu auf.
Nachdem der Patriarch mit seiner sehr viel jüngeren Frau Valerie und Lars Ehrengast auf dem Richtfest seiner neuen Fabrik in Shanghai war, erhält er ein Päckchen zugeschickt, in dem sich Hansen-Marzipan befindet und ein Zettel, auf dem in Chinesisch steht: „Gehen Sie nach Hause, wir brauchen Sie hier nicht.“ Chinesische Produktpiraten haben es tatsächlich geschafft, die streng gehütete Rezeptur des Hansen-Marzipans perfekt zu imitieren. Konrad Hansen ist alarmiert. In die chinesische Fabrik sind alle Rücklagen der letzten zwanzig Jahre geflossen.
Der chinesisch sprechende Journalist Florian von Wachsmuth versucht im Auftrag seines alten Freundes Sven Hansen herauszubekommen, wer sich hinter der Produktpiraterie verbirgt. Wachsmuth lebt schon lange in China und ist dort für eine Zeitung tätig. In Deutschland hat der zuständige Chemiker Ole inzwischen herausgefunden, dass das chinesische Produkt sich in der Zusammensetzung nicht von dem Originalprodukt unterscheidet. Das Familienrezept befindet sich in Deutschland in einem Banktresor. Von Wachsmuth bekommt heraus, dass Chang Suong, die während der Eröffnung der neuen Marzipanfabrik gedolmetscht hat, mehr weiß, als sie ihm gegenüber zugibt. Er folgt ihr und kann ein aufschlussreiches Gespräch zwischen Chang  und ihrer Mutter Chang Mei Jing belauschen. Als Chang gegangen ist, nimmt er Kontakt zu ihrer Mutter auf, ohne dass sie Verdacht schöpft. Da sie Geige spielt, bittet er sie, ihm Unterricht zu geben. So schafft er es auch, unbemerkt ein Foto aus ihren Jugendjahren auf sein Handy zu laden und dieses Konrad Hansen zukommen zu lassen. 
Konrad Hansen versichert sich in der Bank, dass niemand das Familienrezept in der Hand gehabt hat, das er in einer Schatulle unter einem Collier aus Orient-Perlen aufbewahrt, die er seiner ersten Frau zur Geburt des ersten Sohnes geschenkt hat. Dann bittet er Ruth Buchleitner ihn nach Shanghai zu begleiten. Er brauche sie dort. Er brauche sie immer, versichert er auf ihre entsprechende Frage. Zuvor sucht er aber noch seinen einstigen Freund und Anwalt Lüders auf, um mit ihm über Chang Mei Jing zu sprechen. Lüders meint, er könne nicht vergessen, was sie beide damals getan hätten. Es sei schrecklich gewesen, was Konrad damals von ihm verlangt habe. Dass er es getan habe, sei ein großer Fehler gewesen, den er sich selbst nie verziehen habe.
Suong trifft sich mit einem Chang Tao und meint, er habe immer auf sie aufgepasst, nun müsse sie auf ihn aufpassen. Das mit seiner Fabrik sei illegal und müsse aufhören. Das Rezept sei gestohlen. Man werde ihn finden und einsperren. Tao erwidert, aber vorher werde er noch „diesen Hansen“ vernichten.

### Teil 2
Konrad Hansen hat seine Söhne zu einem Gespräch in die Villa gebeten, um über die Probleme in China zu sprechen. Man müsse die Kerle, die das Marzipan nach dem Hansen-Rezept herstellen und den chinesischen Markt damit überschwemmen, unbedingt kriegen. Immerhin stehe ein 20-Millionen-Kredit, der in das gesamte Kapital investiert worden sei, auf dem Spiel. Sven, von dem Vater und Bruder nun Lösungsvorschläge erwarten, macht seinem Ärger Luft, dass er im Vorfeld als kleinkarierter Erbsenzähler abgetan worden sei, der den globalen Markt nicht verstehe. Er schaffe hier im Mutterhaus ja nur die Kohle ran, die sein Bruder dann auf der internationalen Bühne verzocke.
Hansen, der mit Ruth Buchleitner nach Shanghai gekommen ist, erzählt ihr, nachdem sein Besuch bei Mei Jing erfolglos war, dass sie als sehr junges Mädchen nach Lübeck gekommen sei, sogenannte Boat People. Ihre Eltern seien während der Überfahrt umgekommen. Sie habe es gut in der Familie gehabt, sei wie ein Kind im Haus gewesen. Ihr Geigenstudium sei von den Hansens finanziert worden, da sie sehr begabt gewesen sei. Mei Jing habe sich rührend um seine drei Kinder gekümmert. Seine Frau Iris habe Mei Jing ihren „Sonnenschein in dunkler Zeit“ genannt. Schon damals habe sie an Depressionen gelitten. Als Iris dann in die Klinik gekommen sei, habe er mit Mei Jing geschlafen. Damit es zu keinem Skandal komme, habe sie weg gemusst. Er habe sich mit seinem Anwalt Malte Lüders beraten. Man habe Mei Jing Geld gegeben und sie habe im Gegenzug eine Erklärung unterschrieben, nie wieder Kontakt zu seiner Familie aufzunehmen.
Hansen weiß inzwischen, wo die Fabrik steht, die Marzipan nach seinem Hausrezept produziert. Tao Chang, der Chef dort, ist der Sohn von Mei Jing und der Bruder von Suong. Als Hansen wissen will, woher Tao Chang das Rezept habe, meint dieser nur, er solle seine Söhne fragen.
Wieder zurück in Deutschland, erklärt Hansen Lars, dass die chinesischen Behörden die illegale Fabrik demnächst schließen würden. Angesprochen auf das Verhältnis zwischen Valerie und Lars, erwidert sein Sohn, das sei doch längst vorbei, Valerie habe es aber immer wieder bei ihm versucht, sie habe nichts begriffen. Noch am selben Abend trennt der Patriarch sich von seiner dritten Frau. Er weiß nun, dass Sven derjenige sein muss, der das Familienrezept weitergegeben hat. Sven erzählt ihm, dass er das alles verdrängt und vergessen habe. Seine Mutter habe ihn früher oft mit in die Bank genommen, wo er sich gelangweilt habe, bis er dann das kleine Buch mit den Rezepten entdeckt und mitgehen lassen habe. Mei Jing habe mit ihm geschimpft, beim nächsten Bankbesuch habe er das Rezeptbuch zurückgelegt, es da aber schon auswendig gekannt, so oft habe Mei Jing ihm daraus vorlesen müssen. Hansen sieht seinen Sohn an diesem Tag zum letzten Mal. Sven nimmt sich das Leben. Wenn dieses schlimme Ereignis überhaupt etwas Positives hat, dann das, dass Maja und Lars Hansen, die bereits getrennt lebten, wieder zueinander finden.
Britta steigt nach dem Weggang der von ihr gemiedenen Stiefmutter wieder in die Firma ein, um sie mit Lars gemeinsam zu führen. Konrad Hansen will die Angelegenheit in Shanghai nun endgültig zum Abschluss bringen und begibt sich erneut dorthin. Auch Ruth hält sich in Shanghai auf, da sie sich für Stoffe interessiert, die aus Lotosblumen hergestellt werden. Sie bringt Konrad dazu, sich mit Chang Tao in einem Lokal zu treffen. Seine illegale Fabrik ist inzwischen geschlossen worden. Als Hansen ihm eine Stelle bei den echten Hansens anbieten will, reagiert Tao derart arrogant und unangemessen, dass Hansen das Treffen abrupt abbricht. Im Hotel meint Ruth, er habe wohl nicht damit gerechnet, dass sein Sohn Tao auch ein solcher Sturkopf sei wie er selbst. Ruth bringt beide Männer dazu, sich noch einmal zu treffen. Diesmal kommen sie auf einen gemeinsamen Nenner, Hansen lässt sich auf Taos Forderungen ein. Zum Abschied erklärt er Hansen, er werde ihn nicht enttäuschen. Hansen werde stolz auf ihn sein. Die Einweihung des neuen Werks wird ein großes Ereignis, an dem Konrad Hansen selbst nicht teilnimmt; er hat sich zusammen mit Ruth in ein idyllisch gelegenes, einfaches Haus an einem Fluss zurückgezogen.

## Produktion

### Produktionsnotizen
Der letzte Patriarch wurde vom 25. August bis zum 13. November 2009 an Schauplätzen in Hamburg, Lübeck, Shanghai und Singapur gedreht. Produziert wurde der Zweiteiler von der UFA Filmproduktion in Koproduktion mit Six-Six-Eight PTE. Ltd. und der ARD Degeto. Die Aufnahmeleitung lag bei Christoph Heitmann und Janet Ngui, die Produktionsleitung bei Henning Falk und Ng San San und die Herstellungsleitung bei Frank W. Mähr. Die Redaktion hatten Hans-Wolfgang Jurgan und Birgit Titze inne. Gedankt wurde der MDA Media Developement Authority Singapore für die freundliche Unterstützung.

### Hintergrund
Mario Adorf erläuterte, warum er die Rolle übernommen habe: „Hansen ist ein charmanter Kotzbrocken, der ganz schön hart sein kann. Aber er erkennt seine Fehler und lernt daraus. Das hat die Rolle für mich so interessant gemacht.“

### Veröffentlichung
Der zweiteilige Fernsehfilm wurde erstmals am 10. September 2010 im Programm der ARD Das Erste ausgestrahlt.
Polyband/WVG gab den Film am 13. September 2010 auf DVD heraus.

## Kritik
Die Kritiker der Fernsehzeitschrift TV Spielfilm waren der Meinung, dass „das bittersüße TV-Familiendrama kein Genuss“ sei, und zogen das negative Fazit: „O je, die Reichen haben’s aber auch nicht leicht …“. Der Daumen zeigte demgemäß nach unten.
Rainer Tittelbach gab dem Film auf seiner Seite tittelbach.tv 2½ von 6 möglichen Sternen und fasste zusammen: „‚Der letzte Patriarch‘ ist ein Geburtstagsgeschenk der ARD an Mario Adorf zu seinem Achtzigsten. Viel Guldenburgs, ein bisschen fremdländische Exotik, ein kleines bisschen Bellheim machen den Zweiteiler zu einer großspurigen Seifenoper auf Globalisierungskurs. Zwischen Firmenpolitik und Familienzwist, zwischen Pralinés und Rosenkrieg, zwischen kapital(istisch)em Pragmatismus und milder Altersweisheit, zwischen alter asiatischer Philosophie und neuer chinesischer Aufbruchstimmung findet der Film seine Themen, von denen er überroutiniert und hyperredundant drei Stunden lang erzählt. Wer’s mag!“ Auch kritisierte Tittelbach, dass sich „ein schmieriger Soundbrei über die beliebigen Bilder von Traumschiff-Regisseur Michael Steinke“ ergieße. Steinke und Brigitte Blobel, „die Autorin für die gehobene Kolportage“, fänden „zumindest häufig den richtigen Augenblick zum Stimmungs- und Schauplatzwechsel“. Das sei „gediegenes Hochglanzfernsehen, getragen von einem Hauptdarsteller, der mit seiner Präsenz und der Erfahrung einer 60 Jahre langen Karriere alle Untiefen der Story meistert“.
Jochen Hieber befasste sich in der Frankfurter Allgemeinen mit dem Zweiteiler und stellte fest, es sei „ganz unerheblich, ob es sich um einen neuen Roman, einen Kinofilm oder, wie in diesem Fall, um ein Fernsehspiel“ handele, „das im Hier und Heute angesiedelt“ sei: „Wenn eine großangelegte Familiengeschichte in gehobenen Kaufmannskreisen und überdies in Lübeck spielt, lässt sich der Gedanke an die Buddenbrooks von Thomas Mann gar nicht vermeiden. Dies aber muss für jedes neue Opus zwangsläufig eine erdrückende Hypothek bedeuten.“ Dass Mario Adorf „gleich in der ersten Szene des Zweiteilers […] dem Rotspon“ zuspreche, „der auch in den Eingangskapiteln des herrlichen Weltromans das gesellige Treiben im Hause Buddenbrook befeuert“, mache „die Sache nicht einfacher“. Recht unterhaltsam sei dieser Film also nur, wenn man an ihn den rechten Maßstab anlege. Aus dem von Heio von Stetten gespielten Journalisten Florian von Wachsmuth mache das Drehbuch eine „reichlich unglaubwürdige Figur“. Die Kamera von Dieter Sasse liefere „schöne Bilder und empfindsame Passagen“, und ebenso seien der Regie von Michael Steinke Impressionen vor allem der Flüsse und Seen, der Schlingpflanzen und Sümpfe, die sich jenseits des chinesischen Metropolendschungels auftäten, aber auch Landidyllen mit Schafen und handgewebten Stoffen zu verdanken. „Dankbar“ sei die recht „eindimensional“ angelegte Rolle, die Hannelore Elsner spiele, nicht.
Else Buschheuer bewertete den Zweiteiler in der Süddeutschen Zeitung. Sie fasste zusammen: „Die ARD stellt Mario Adorf auf eine Bühne, die er füllt.“  Und abschließend: „Auf das Mischungsverhältnis kommt es an. Beim Letzten Patriarchen stimmt es: Der Film ist zu gleichen Teilen Familiendrama, Liebesgeschichte, Wirtschaftskrimi. Ein würdiges Geschenk zu Mario Adorfs 80. Geburtstag – obwohl der Zweiteiler aus der ARD-Industrieschmiede Degeto stammt.“
Auch die Bewertung auf der Seite Kino.de stellte darauf ab, dass die ARD Degeto und die UFA „mit diesem opulenten Zweiteiler“ dem „großen Schauspieler Mario Adorf“ ein „würdiges Geschenk zum achtzigsten Geburtstag“ gemacht hätten. Die Rolle eines Patriarchen gehöre nicht erst seit dem Fernsehfilm Der große Bellheim zu Mario Adorfs Paraderollen. Mario Adorf verkörpere „auch mit beinahe Achtzig noch perfekt die Rolle des Unternehmers, der sogar in Zeiten der Globalisierung für das Wohl seiner Firma und seiner Angestellten kämpft“. Dass die „Figur dabei auch Schattenseiten“ aufweise, sei dem „vielschichtigen Drehbuch von Brigitte Blobel zu verdanken; Konrad Hansen war und ist ein Filou und ein unbarmherziger Geschäftsmann. Adorf ist dann besonders überzeugend, wenn er zeigen kann, wie der Tycoon zweifelt, sich selbst in Frage stellt, über seine eigenen Fehler trauert.“ Ihm zur Seite stehe Hannelore Elsner „als zupackend-positive Modemacherin und Schäferin“. Auch die weiteren Rollen seien „punktgenau besetzt: Kai Scheve berührt als depressiver Sohn, Max Urlacher ist als leichtfertiger Überflieger eine Überraschung, Heio von Stetten gibt glaubhaft den Kosmopoliten. Erwähnenswert ist nicht zuletzt die Regie von Michael Steinke, der von seiner langjährigen Erfahrung mit Auslandsdrehs profitiert und mit leichter Hand bildstarke Locations und große Emotionen zusammenbringt.“
Die Redaktion des Fernsehmagazins Prisma hingegen gab dem Film – im Gegensatz zur Lesermeinung mit vier Sternen – gerade mal einen von fünf möglichen Sternen und schrieb: „Der Patriarch scheint ihm auf den Leib geschrieben: Mario Adorf, der schon in Tom Toelles Via Mala oder in den großen Dieter Wedel-TV-Mehrteilern Der große Bellheim und Der Schattenmann starke Figuren verkörperte, die herrschten und verteilten, schlüpfte hier noch einmal in die Rolle eines Mannes, der trotz seines hohen Alters die Zügel nicht aus der Hand geben will.“ Der Zweiteiler sei gut besetzt, „doch dummerweise“ sei Regisseur Steinke „kein Toelle oder Wedel […], das Ergebnis ist entsprechend“. Die Kameraarbeit überzeuge, doch die Geschichte wirke „in Steinkes Inszenierung aufgesetzt, unglaubwürdig, wenig realitätsnah und als Zweiteiler viel zu lang“. Da nütze „auch die prominente Besetzung nicht viel“. Dem „einmal mehr überzeugenden, mal harten, mal zarten Mario Adorf hätte man eine Altersrolle in einem besseren Film gewünscht, doch so konnte er zumindest auch einmal in Shanghai drehen“, hieß es abschließend.